# Movimiento de Yemen del Sur
El Movimiento del Sur (en árabe: الحراك الجنوبي‎, tr.: al-Ḥirāk al-Janūbiyy), también conocido como Movimiento de Yemen del Sur o Movimiento Separatista del Sur, conocido popularmente como al-Hirak, es un partido político y movimiento paramilitar resurgido en 2007 que busca mayor autonomía o la secesión del territorio que antes componía Yemen del Sur. En la actualidad, su rama política más conocida, el Consejo de Transición del Sur dirigido por Aidarus al-Zoubaidi, es el liderazgo de facto en muchas provincias del sur.
Desde el golpe de Estado de 2015 en Yemen, este movimiento se ha aliado principalmente con las fuerzas de Abd Rabbuh Mansur Al-Hadi para combatir a los hutíes, aunque desde 2018 comenzó a enfrentarse a éste incluso de manera armada.

## Historia

### Guerra civil de 1994
Después de la integración Yemen del Sur y Yemen del norte el 22 de mayo de 1990, una guerra civil sacudió el país en 1994. Esto se produjo después de que los líderes del antiguo estado independiente del sur declararan el fin del acuerdo de unidad en medio de una supuesta usurpación del poder por parte de sus homólogos del norte. El resultado fue una rápida derrota de las debilitadas fuerzas del sur y la expulsión de la mayoría de sus líderes fuera de Yemen, incluido el ex Secretario General del Partido Socialista de Yemen y el vicepresidente del Yemen unificado, Ali Salim al-Beidh.

##### Después de 1994
Después de la guerra civil de 1994, los llamamientos a la independencia del sur fueron sofocados con éxito y se mantuvo la unidad nacional. Sin embargo, las quejas entre muchos residentes del sur siguieron siendo elevadas. Se formularon acusaciones de corrupción, nepotismo y fraude electoral contra el nuevo partido gobernante con sede en Saná, dirigido por el presidente Alí Abdalá Salé, así como de mala gestión del acuerdo de reparto de poder acordado por ambos partidos en el acuerdo de unidad de 1990.

Yemen antes de la unificación

Tras la guerra de 1994 y la unidad nacional forzosa que le siguió, muchos sureños expresaron su pesar al percibir injusticias contra ellos que quedaron sin atender durante años. Sus principales acusaciones contra el Gobierno yemení incluían una corrupción a gran escala, fraude electoral, y acuerdos bajo cuerda entre los dos principales partidos políticos yemeníes para alternarse en los gobiernos locales. El conjunto de estas reivindicaciones fue llevado ante las oficinas del partido gobernante en Saná, dirigido por el entonces presidente Ali Abdullah Saleh. Era, en esencia, las mismas acusaciones que planteaban cuando se levantaron en armas en 1994 proclamando la efímera República Democrática de Yemen.
Muchos sureños también sentían que su tierra, hogar de muchas de las reservas petrolíferas de Yemen y de sus riquezas, había sido víctima de una apropiación ilegal por parte de los gobernantes de lo que fue Yemen del Norte. La tierra de los campesinos fue confiscada y distribuida entre individuos cercanos al gobierno de Saná.  Cientos de miles de empleados militares y civiles de Yemen del Sur fueron forzados a una jubilación anticipada en condiciones leoninas, lo que hizo que su nivel de subsistencia se viese seriamente amenazado. Aunque la bajada de los estándares de vida se notó en todo Yemen, muchos residentes del sur sentían que ellos se estaban viendo especialmente afectados y apartados de puestos importantes, siendo reemplazados por oficiales norteños afectos al nuevo gobierno.
Más allá de los agravios económicos, también estaban los culturales y sociales. Muchos en el sur creyeron durante mucho tiempo que su historia era distinta de la de sus vecinos del norte. Esto se hizo más evidente después de la unidad de 1990. Después de 128 años de dominio británico, Yemen del Sur fue un estado independiente durante 23 años. A pesar de las dificultades económicas de sus últimos años con el colapso de su principal patrocinador, la Unión Soviética, el estado socialista se enorgullecía de su sistema gratuito de atención sanitaria, educación y bienestar. Muchos en Adén hoy hablan idiomas extranjeros o tienen habilidades técnicas como resultado de la educación patrocinada por el estado en el extranjero que disfrutaron en los días del Yemen del Sur anterior a la unidad. A diferencia del norte, el tribalismo fue visto con desdén y generalmente eliminado de la vida cotidiana en el sur, que en cambio prefirió la ley y el orden de la sociedad civil que les transmitió el dominio británico. La unidad posterior a 1994 vio un regreso gradual del tribalismo a la sociedad del sur. No es raro que los residentes del sur incluso se refieran a los del norte como "mutikhalifeen" o atrasados.
En mayo de 2007, los afligidos jubilados que no habían cobrado durante años comenzaron a organizar pequeñas manifestaciones exigiendo mejores derechos y el fin de la marginación económica y política del sur. A medida que las protestas se extendieron por todo Adén y se hicieron más populares, también lo hicieron las demandas de quienes protestaban. Con el tiempo, se volvieron a hacer llamamientos a favor de la secesión del sur y el restablecimiento de Yemen del Sur como Estado independiente. La respuesta del gobierno a estas protestas pacíficas fue dura, etiquetándolos como "apóstatas del Estado" y utilizando munición real para dispersar a las multitudes.
Esto finalmente dio origen al Movimiento del Sur, que creció hasta convertirse en una coalición flexible de grupos que buscaban una secesión completa del norte. Su presencia en el sur fue restringida y sus acciones se limitaron a la organización de protestas y marchas en todo el sur, que a menudo fueron respondidas con violencia mortal. Izar la antigua bandera de Yemen del Sur se consideraba un delito en Adén, aunque era una práctica común fuera de la ciudad, donde el control gubernamental era limitado.
Entre 2007 y 2009 se produjeron múltiples protestas del Movimiento del Sur, durante las cuales murieron 100 personas.

### Guerra civil yemení
En 2015, el Movimiento del Sur saltó a la fama después de entrar en una alianza flexible con el presidente exiliado Hadi y demostrar ser una fuerza vital en el retroceso de la Batalla de Adén contra Fuerzas hutíes de la ciudad sureña de Adén, recibe como resultado asistencia financiera y militar de miembros de la Intervención encabezada por Arabia Saudita en Yemen.
Hoy en día, el Movimiento del Sur, a través de su rama política, el Consejo de Transición del Sur (STC), tiene una presencia significativa en todas las zonas de los antiguos territorios del sur. Banderas de la antigua república del sur ondean desde Adén a Hadramaut, a menudo junto a las de la coalición árabe como gesto de gratitud por su continuo apoyo.
Los separatistas jugaron un papel crítico en las movilizaciones contra la invasión hutí y en la actualidad ejercen el control sobre todas las provincias del sur de Yemen.

Mapa de las distintas facciones de la Guerra Civil Yemení en 2015. En amarillo, los territorios controlados por el Movimiento de Yemen del Sur.

En 2017 los separatistas cortaron su relación de alianza y apoyo con el Gobierno yemení y fundaron el STC. En enero de 2018, los cismas se hicieron evidentes entre el STC y el gobierno de Hadi después de los enfrentamientos en Adén en la ciudad de Adén tras el despido del líder del STC Aidarus al-Zoubaidi por los dirigentes de Hadi.

### Enfrentamientos en Adén
El 1 de agosto de 2019, el movimiento hutí con base en Saná lanzó un ataque contra una ceremonia militar en el sur en la ciudad de Adén. Se utilizó un misil balístico de mediano alcance para matar a decenas de personas en el campamento, incluido un conocido y alto comandante del movimiento sureño conocido como Muneer al-Yafee o Abu al-Yamama.

Logo del STC

El ataque desencadenó una ira generalizada en el sur, con el Consejo de Transición del Sur culpando al partido islamista Islah afiliado a Hadi, acusándolos de complicidad en el ataque. En respuesta, tuvo lugar una batalla de cuatro días entre las fuerzas respaldadas por los Emiratos Árabes Unidos pertenecientes al movimiento del sur y aquellos leales al gobierno de Hadi respaldado por Arabia Saudita. Esta fue la primera vez que una ruptura importante fue tan visible entre ambos socios de la coalición saudita que anteriormente habían estado unidos, al menos aparentemente, en su oposición al movimiento hutí.
Decenas de personas murieron en las luchas internas, que llegaron a su fin cuando las fuerzas del sur tomaron el control de todos los edificios gubernamentales y campamentos militares dentro de la ciudad, incluido el simbólico palacio presidencial.
En respuesta, Arabia Saudita lanzó un ataque aéreo en la ciudad como advertencia a las fuerzas del sur. No fue hasta 26 de abril de 2020, después de alcanzar un acuerdo de paz en noviembre de 2019, el STC rompió los términos del acuerdo y dijo que gobernaría Adén y otras regiones del sur. Sin embargo, la medida enfureció al gobierno de Yemeni, respaldado por Saudi, que advirtió sobre "consecuencias peligrosas y catastróficas".

### Ofensiva militar
En agosto de 2022, las fuerzas del Movimiento del Sur lanzaron una ofensiva en las provincias de Abyan y Shabwah. El 7 de agosto de 2022, estallaron fuertes enfrentamientos en Ataq entre las tropas del Sur y del gobierno. El 8 de agosto, misiles alcanzaron el aeropuerto de Ataq y alcanzaron a las fuerzas del Sur. Se desplegaron tanques y soldados en la ciudad y decenas de familias huyeron.
El 10 de agosto de 2022, después de tres días de intensos enfrentamientos, las fuerzas del sur tomaron el control de Ataq, la capital de Shabwa, lo que obligó a las tropas gubernamentales a retirarse a otros distritos. El mismo día, después de intensos enfrentamientos, las fuerzas del sur capturaron la base de la 2.ª Brigada de Infantería de Montaña en Azzan. Según se informa, las fuerzas gubernamentales también se retiraron de los emplazamientos militares en los distritos de Nisab, Radhum, Habban y Mayfa'a. Según funcionarios anónimos citados por AP, al menos 35 personas murieron en enfrentamientos. Informes no confirmados alegaban que las fuerzas del STC en Shabwah contaban con el apoyo de ataques con drones llevados a cabo por las Fuerzas Armadas de los Emiratos Árabes Unidos.
El 12 de agosto de 2022, un sospechoso de los Emiratos Árabes Unidos (EAU). Un dron atacó una posición de las fuerzas armadas en la Gobernación de Hadramaut. Al día siguiente una disputa por un edificio militar provocó enfrentamientos entre las Fuerzas Gigantes y las Fuerzas de Defensa Shabwah (SDF) en Ataq, durante los cuales murió el comandante de las SDF. El 15 de agosto, un supuesto dron de las EAU dron atacó una posición militar en Shabwah, lo que permitió a las fuerzas del sur avanzar hacia Marib y Hadramawt. Un civil murió en un ataque en Distrito de Jardan. Según se informa, los enfrentamientos continuaron el 17 de agosto con las fuerzas del sur utilizando artillería pesada y drones.
Días más tarde, las fuerzas separatistas capturaron importantes campos petroleros en la provincia de Shwabwah. El 21 de agosto se informó que las fuerzas gubernamentales habían decidido entregar el control de Shuqra y las zonas de Qarn al-Kalasi y Al-Arqub a fuerzas separatistas. También se informó que el área de Ayaz, la base de Alam y el campo petrolero de Ayaz estaban bajo control del Sur, con fuertes enfrentamientos en curso alrededor de los campos petroleros de Al-Uqla y a lo largo de la carretera Ataq-Abar. Más tarde ese día, las fuerzas del Sur tomaron el control del campo petrolífero de Al-Uqlah y avanzaron hacia el distrito de Arma.
El 22 de agosto de 2022, las fuerzas del Sur lanzaron una operación denominada "Flechas del Este" en la gobernación de Abyan, ingresando a Shuqrah temprano al día siguiente. Los separatistas afirmaron oficialmente que estaban limpiando el área de "terroristas" como al-Qaeda (y su rama local Al-Qaeda en la Península Arábiga (AQAP). Más tarde, ese día, tomaron el control de la carretera Shuqrah-Ahwar y los separatistas afirmaron controlar el 90% de la provincia de Abyan. El presidente del PLC Rashad al-Alimi ordenó al STC que detuviera sus ataques, pero sus órdenes fueron ignoradas. También capturaron el área de Khobar al-Maraqisha y finalmente el distrito de Ahwar. Según informes, decenas de personas resultaron muertas y heridas. El 27 de agosto, fuerzas policiales dirigidas por el general de brigada Ali Nasser Al-Kazmi fueron desplegadas en Zinjibar con el acuerdo de las fuerzas del STC. 
Mientras tanto, continuaron los intensos combates en varios lugares de Shabwa.
El 31 de agosto de 2022, las fuerzas del Sur entraron en Lawdar, sin luchar. Habían negociado una toma de poder con funcionarios locales que anteriormente habían sido leales al expresidente Abd Rabbuh Mansur al-Hadi, pero que habían quedado "a la deriva por su derrocamiento" debido a la formación del PLC. El 6 de septiembre, Al Qaeda lanzó un ataque contra las fuerzas del Sur en Ahwar. Veinte miembros de la Brigada Antiterrorista del Cinturón de Seguridad del Sur y seis atacantes murieron.
Dos días después, Arabia Saudita invitó a "líderes del ejército y de seguridad" de Shabwah y Abyan a "consultas", posiblemente en relación con la ofensiva del Sur. El 10 de septiembre de 2022 las fuerzas del Sur anunciaron una ofensiva contra al-Qaeda en el área de Khaber Al-Marakesha en Abyan y en la región de Al-Musainah de la gobernación de Shabwah. Según se informa, las tropas de AQAP huyeron a una zona montañosa entre las provincias de Shabwah, Abyan y Bayda. El 11 de septiembre de 2022, las fuerzas del Sur entraron en los distritos de Al-Wadea y Mudiyah en Abyan. On 12 September three Southern Yemeni soldiers were killed and six wounded in clashes with Al-Qaeda east of Moudia.
El 13 de septiembre, según informes, las fuerzas del Sur llegaron a las afueras del distrito de Mahfad. El 14 de septiembre, las fuerzas del Sur entraron en Wadi Omaran, al este de Mudiyah, enfrentándose con Al-Qaeda. Un soldado murió y nueve resultaron heridos en dos ataques de Al-Qaeda. Las fuerzas del sur afirmaron haber matado a decenas de milicianos de Al Qaeda utilizando drones y capturando partes del valle. Al día siguiente, según se informa, comenzaron a desmantelar artefactos explosivos dentro del valle. El 18 de septiembre de 2022 las fuerzas del Sur anunciaron que habían tomado el control total de Wadi Omaran y causaron la muerte de al menos 32 soldados y 24 militantes. El 20 de septiembre, después de limpiar Wadi Omaran de artefactos explosivos, las fuerzas del Sur se trasladaron a la zona de Rabeez, mientras que Al Qaeda se retiraba a Al-Hanka.

A principios del 8 de octubre de 2022, las fuerzas del Sur se desplegaron en el distrito de Mahfad. El 11 de octubre, las fuerzas del Sur limpiaron "Wadi Daiyqa" en las afueras occidentales del distrito de Mahfad. El 2 de noviembre, las autoridades separatistas declararon que habían eliminado una célula terrorista supuestamente leal al movimiento hutí en Shabwa; Según se informa, este grupo había planeado matar al gobernador de Shabwa, Awadh Al-Wazer, así como a oficiales militares. El 5 de noviembre, las tropas del Sur encabezadas por los combatientes del STC habían avanzado hacia el valle de Al-Khealah, al sur del distrito de Mahfad, desalojando a su guarnición de Al Qaeda. Los yihadistas locales ofrecieron poca resistencia, pero dos combatientes del sur murieron por una bomba colocada al lado de la carretera. El 19 de noviembre, una bomba de Al Qaeda mató a tres combatientes del Sur e hirió a dos en Wadi Omaran.